# 가타야마 에이이치
가타야마 에이이치(일본어: 片山 瑛一, 1991년 11월 30일 ~ )는 일본의 축구 선수이다. 현재 J1리그의 가시와 레이솔에서 뛰고 있다.

## 구단 경력
그는 2014년부터 J리그의 파지아노 오카야마, 세레소 오사카, 시미즈 에스펄스, 가시와 레이솔에서 뛰었다.